# 晚花吊钟花
晚花吊钟花（学名：Enkianthus serotinus）为杜鹃花科吊钟花属下的一个种。

## 扩展阅读
- 維基物種上的相關：晚花吊钟花